# Nagyrév
Nagyrév è un comune dell'Ungheria di 763 abitanti (dati 2001). È situato nella contea di Jász-Nagykun-Szolnok.

## Curiosità
Tra il 1914 e il 1929, alcune madri di famiglia lavoratrici e mogli avvelenarono centinaia di persone nel paese ungherese. Le donne all'epoca venivano date in sposa in età adolescenziale senza che il loro parere fosse sentito. Con la prima guerra mondiale gli uomini furono mandati al fronte, e nei pressi del villaggio venne istituito un campo di detenzione per prigionieri di guerra. Le donne di Nagyrév iniziarono a legarsi ai prigionieri del campo.
Il ritorno dal fronte dei mariti creo una situazione di forte tensione. I loro uomini di un tempo sono diventati superflui al punto che molte mogli e fidanzate decidono di liberarsene, trovando un valido aiuto nell'ostetrica del villaggio che dispensa generosamente veleno da somministrare a consorti e compagni indesiderati. L'avvelenamento, nel giro di poco tempo, diventa il passatempo preferito delle donne del villaggio, al punto che la zona viene ribattezzata "Il distretto della morte". La "tranquilla" routine di sesso e morte delle avvelenatrici viene interrotta da un tentativo di avvelenamento fallito, cui fa seguito una denuncia alle autorità. Viene arrestata una donna che, probabilmente per paura di affrontare da sola la polizia, ne coinvolge una seconda, che a sua volta fa il nome dell'ostetrica.
A differenza delle prime due arrestate la donna nega tutto e torna al villaggio. Alcuni agenti la seguono e scoprono che sta avvertendo degli ultimi avvenimenti le altre donne del villaggio che hanno avuto del veleno da lei. Trentasette donne saranno arrestate di cui otto condannate a morte e le restanti a diversi anni di reclusione.
Quanto all'ostetrica, si avvelenerà nella sua abitazione prima che le autorità possano tornare ad arrestarla.